# Paul Chrétien
Adrien Paul Alexandre Chrétien (Auxonne, 12 settembre 1862 – 6 maggio 1948) è stato un generale francese, che durante la prima guerra mondiale fu comandante del XXX Corpo d'armata nel corso della battaglia di Verdun. Tra il 1918 e il 1919 fu comandante delle truppe alleate di occupazione della Bulgaria, e a partire dal 1932 divenne presidente della Société libre d'agriculture, sciences, arts et belles-lettres de l'Eure a Évreux, lasciando l'incarico nel 1933 quando fu sostituito da Maurice Hervey.

## Biografia
Nacque a Auxonne (Côte-d'Or) il 12 settembre 1862. Arruolatosi nell'Armée de terre, nel 1881 venne ammesso a frequentare l'École spéciale militaire de Saint-Cyr (Promotion d'Egypte), da cui uscì nel 1883 con il grado di sottotenente, assegnato al 1º Reggimento fucilieri algerini. Prese parte alla guerra franco-cinese (1884-1885), in cui rimase sfigurato quando un proiettile lo colpì all'orecchio destro. 
Nel 1892, con il grado di capitano, prestava servizio presso il 3º Reggimento fucilieri algerini. Promosso colonnello il 24 marzo 1912 assunse il comando del 39º Reggimento di fanteria di linea. Dopo lo scoppio della prima guerra mondiale, il 6 settembre 1914 venne ferito a un ginocchio. Il 19 ottobre fu nominato comandante della 77ª Brigata di fanteria, venendo promosso generale di brigata il 18 dicembre. Il 3 febbraio 1915 assunse il comando della 3ª Divisione fanteria, venendo decorato con la Croce di Commendatore della Legion d'onore il 25 marzo e promosso generale di divisione il 23 dicembre. Il 19 gennaio 1916 fu nominato comandante del settore nord della Regione fortificata di Verdun, e il 21 dello stesso mese anche del XXX Corpo d'armata stabilendo il suo Quartier generale a Fort de Souville. Appena assunto il comando effettuò una visita alla fortezza di Verdun emettendo un giudizio spietato: un terrain à catastrophe.

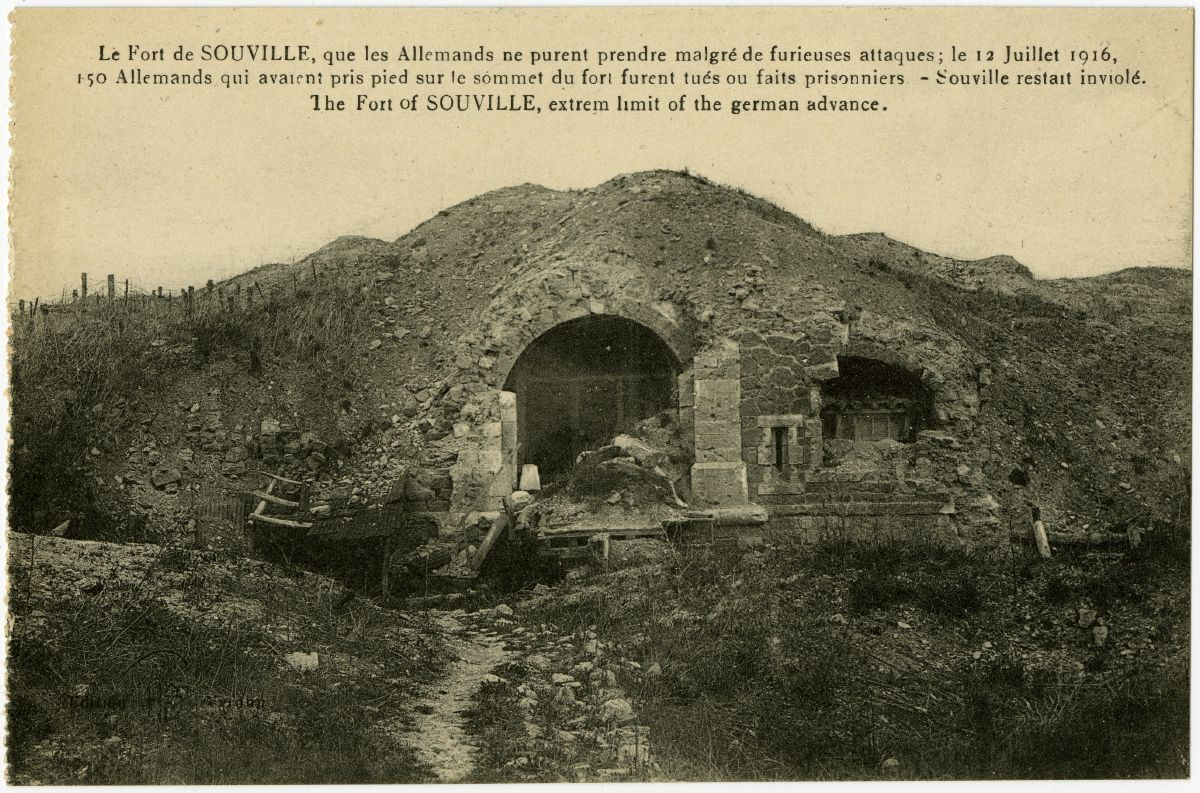
Le rovine di Fort de Souville in una foto del 1920. Esso rappresenta l'estremo limite dell'avanzata tedesca durante la battaglia di Verdun.

A partire dal 21 febbraio, quando i 35.000 uomini al suo comando vennero investiti in pieno dall'attacco tedesco, partecipò alla battaglia di Verdun. Tentò in ogni modo di arginare il nemico, lanciando i suoi uomini in furiosi contrattacchi che si scontravano con la grande superiorità numerica dell'avversario. Il 23 febbraio i tedeschi avevano messo fuori combattimento due delle sue divisioni, catturando 10.000 prigionieri, 65 cannoni e 75 mitragliatrici. Il giorno successivò lancio in azione 12 dei 14 battaglioni della riserva, spostò a destra del fronte la 14ª Divisione che stava coprendo Dieppe, e impiegò anche la 37ª Divisione coloniale che perse in poco tempo il 40% degli effettivi. La situazione fu salvata dall'arrivo in serata dei primi due reggimenti del XX Corpo d'armata del generale Maurice Balfourier che coprirono 50 km in 36 ore. Tentò subito di impiegare in azione gli uomini di Balfourier, ma dovette arrendersi al fatto che gli uomini non erano impiegabili in azione in quanto esausti e infreddoliti, ma il nemico dovette rallentare l'avanzata a causa delle condizioni meteorologiche, dando il tempo al comandante dell'esercito francese, generale Joseph Joffre, di fare arrivare la IIe Armée del generale Philippe Pétain che consentì ai francesi di fermare l'attacco quando i tedeschi lo ripresero il giorno 27. Il 10 giugno 1918 fu messo in congedo, andando in disponibilità a partire dal 23 giugno. Il 7 ottobre assunse il comando delle truppe alleate di occupazione della Bulgaria, incarico che mantenne fino al 10 agosto 1919, quando fu nuovamente messo in disponibilità. Il 15 settembre andò nuovamente in congedo, per ritornare in disponibilità dal 15 dicembre al 3 febbraio 1921 quando fu definitivamente messo nei quadri della riserva. Stabilitosi a Hancourt, nel 1932 divenne presidente della Société libre d'agriculture, sciences, arts et belles-lettres de l'Eure a Évreux, lasciando l'incarico nel 1933 quando fu sostituito da Maurice Hervey.
Si spense il 6 maggio 1948. Gli è stata intitolata una via di Verdun.

### Esplicative
1. ↑  All'epoca aveva 54 anni, e quindi era relativamente giovane per quel grado, ma apparteneva alla generazione dei giovani ufficiali che si erano fatti le ossa sui campi di battaglia.
2. ↑  Tale grande unità era stata attivata il 10 agosto 1915.
3. ↑  Tale divisione era composta da fucilieri e zuavi algerini.
4. ↑  Tale unità era conosciuta anche come corps de fer, e all'inizio della guerra era al comando del generale Ferdinand Foch.

### Bibliografiche
1. ↑  Foto terza di copertina de Le Pays de France n.171, 24 janvier 1918, pag.3.
2. 1 2 3 4 5 6 7 8 9  Côtes Service historique de la Défense: 9 Yd 652 (dossier vide) et 13 Yd 675.
3. 1 2 3 4  Da Frè 2018, p. 88.
4. ↑  Douare 1953, p. 80.
5. ↑  Da Frè 2018, p. 91.
6. ↑  Da Frè 2018, p. 90.
7. 1 2 3 4  Da Frè 2018, p. 92.
8. ↑  Da Frè 2018, p. 94.
9. ↑  Da Frè 2018, p. 95.

### Periodici
- Giuliano Da Frè, Carne e cannoni: Verdun, 1916, in Rivista Italiana Difesa, Chiavari, Giornalistica Riviera Soc. Coop., settembre 2018.